# 紀元前534年
紀元前534年（きげんぜん534ねん）は、西暦（ローマ暦）による年。紀元前1世紀の共和政ローマ末期以降の古代ローマにおいては、ローマ建国紀元220年として知られていた。紀年法として西暦（キリスト紀元）がヨーロッパで広く普及した中世時代初期以降、この年は紀元前534年と表記されるのが一般的となった。

## 他の紀年法
- 干支 : 丁卯
- 日本
  - 皇紀127年
  - 安寧天皇15年
- 中国
  - 周 - 景王11年
  - 魯 - 昭公8年
  - 斉 - 景公14年
  - 晋 - 平公24年
  - 秦 - 哀公3年
  - 楚 - 霊王7年
  - 宋 - 平公42年
  - 衛 - 霊公元年
  - 陳 - 哀公35年
  - 蔡 - 霊侯9年
  - 曹 - 武公21年
  - 鄭 - 簡公32年
  - 燕 - 悼公2年
  - 呉 - 余祭14年
- 朝鮮
  - 檀紀1800年
- ベトナム :
- 仏滅紀元 : 11年
- ユダヤ暦 : 3227年 - 3228年

## できごと

### ローマ
- この頃、エトルリア人のタルクィニウス・スペルブス（「傲慢王」）が第7代王（ローマ最後の王）として王位を簒奪。彼の専制的な統治によりローマ市民の反感が高まり、後の共和政成立（紀元前509年）の要因となる。

### 中国
- 陳の公子招と公子過が、公子偃師を殺して公子留を世子に立てた。
- 陳の哀公が自ら縊死した。
- 楚が陳の干徴師を捕らえて殺害した。
- 陳の公子留が鄭に亡命した。
- 斉の子尾（公孫蠆）が死去し、欒施（子旗）はその財産を奪おうと、梁嬰を殺害した。この事件により子成・子工・子車が魯に亡命した。陳無宇が欒施に頭を下げて、高欒両家を和解させた。
- 陳の公子招が公子偃師の殺害の罪を公子過に押しつけて殺害した。楚の公子弃疾が公子偃師の子の公孫呉を奉じて陳を包囲した。宋軍が包囲に合流し、陳を滅ぼした。公子招は捕らえられ、越で釈放された。

## 死去
- 哀公 - 陳の君主